# Ibala kevini
Ibala kevini Fitzpatrick, 2009 è un ragno appartenente alla famiglia Gnaphosidae.

## Etimologia
Il nome proprio è in onore di Kevin, figlio della descrittrice degli esemplari.

## Caratteristiche
Si distingue per la forma dell'estensione posteriore dell'apofisi mediana dei pedipalpi maschili, che è lunga, sottile ed arrotolata su se stessa per oltre 360°.
Gli esemplari maschili rinvenuti hanno lunghezza totale è di 4,40mm; la lunghezza del cefalotorace è di 2,08mm; e la larghezza è di 1,25mm.
Non sono noti esemplari femminili.

## Distribuzione
La specie è stata reperita nello Zimbabwe: lungo il corso del fiume Guyo, nella Chirisa Safari Area, appartenente alla provincia delle Midland.

## Tassonomia
Al 2015 non sono note sottospecie e dal 2009 non sono stati esaminati nuovi esemplari